# 柏·安斯特
帕特·昂斯塔德（Pat Onstad，1968年1月13日—），生于溫哥華，加拿大职业足球运动员，曾效力于美國職業足球大聯盟球会侯斯頓戴拿模。